# Ponticola cyrius
Ponticola cyrius är en fiskart som först beskrevs av Kessler, 1874.  Ponticola cyrius ingår i släktet Ponticola och familjen smörbultsfiskar. Inga underarter finns listade i Catalogue of Life.